# Teltet
Teltet (norwegisch für Zelt) ist ein markanter Nunatak im ostantarktischen Königin-Maud-Land. Im Gebirge Sør Rondane ragt er 3 km nördlich des Vengen auf.
Norwegische Kartografen, die ihn auch deskriptiv benannten, kartierten den Nunatak 1957 anhand von Luftaufnahmen der US-amerikanischen Operation Highjump (1946–1947).